# Carl Friedrich Schenck zu Schweinsberg
Carl Friedrich Franz Rudolf Freiherr Schenck zu Schweinsberg (* 15. April 1807 in Fulda; † 7. Dezember 1862 in Schmalkalden) war ein kurhessischer Forstmeister und Gutsbesitzer.

## Leben

### Herkunft und Familie
Carl Friedrich Schenck zu Schweinsberg wurde als Sohn des kurhessischen Justizministers Ferdinand Schenck zu Schweinsberg und dessen Ehefrau Christiane Charlotte Friederike Wilhelmine Treusch von Buttlar (1770–1832) geboren und wuchs mit seinen Geschwistern
- Sophie Luise Wilhelmine Henriette Caroline (1796–1873)

⚭ 16. April 1821 mit Hartmann Ludwig Carl von Witzleben (1794–1825), Kurhessischer Kammerherr und Obergerichtsrat, Sohn von Friedrich Ludwig von Witzleben
⚭ Karl Heinrich Freiherr von Dörnberg (* 1782), Regierungspräsident in Fulda
- Luise (1798–1826) ⚭ Moritz von Baumbach (1789–1871), Kurhessischer Obergerichtspräsident
- Marie Sophia Caroline (1800–1888) ⚭ 2. Juni 1827 Moritz Ernst von Baumbach, Kurhessischer Obergerichtspräsident
- Moritz Craft Magnus (1801–1869), Kurhessischer Obergerichtsrat ⚭ Anna Marie Emilie Freinsheim (1811–1869)
- Ernst Ludwig Gunthram (* 1803) ⚭ Oktober 1854 Emma Söldner (* 1828)
- Amelie (1805–1888) ⚭ 29. Juli 1837 Ludwig Wilhelm Friedrich Heinrich Treusch von Buttlar (1800–1885), preußischer Kammerherr, Hofmarschall zu Sigmaringen

und Wilhelm Walther Ludwig Carl (1809–1867)
auf.
Am 29. September 1839 heiratete er in Oberrode Charlotte Jungk (1820–1853). Die Ehe brachte die Kinder
- Gustav Adolf (1843–1909, Diplomat)
- Curt (1859–1931, Herr auf Glimmerode) und
- Frieda (1862–1948, verheiratet 1. ⚭ 24. Juli 1885 Joseph duMont, 1849–1893, geschieden 13. Juni 1892, 2. ⚭ 10. November 1892 Daniel Stucken, 1863–1928).

Nach Charlottes Tod heiratete er am 11. Mai 1858 in Magdeburg Hedwig Meitzendorff (1839–1910, Tochter des Justizrats Theodor Friedrich Meitzendorff und der Minna Listemann). Die Ehe blieb kinderlos.

### Wirken
Carl Friedrich erlernte den Beruf des Försters und war in dieser Funktion Leiter eines Forstreviers.
Von seinem Vater übernahm er den Gutshof Glimmerode mit einer ursprünglichen Fläche von 170 Hektar Land.
Zugleich bewirtschaftete er das Gut Schweinsberg-Unterhof.

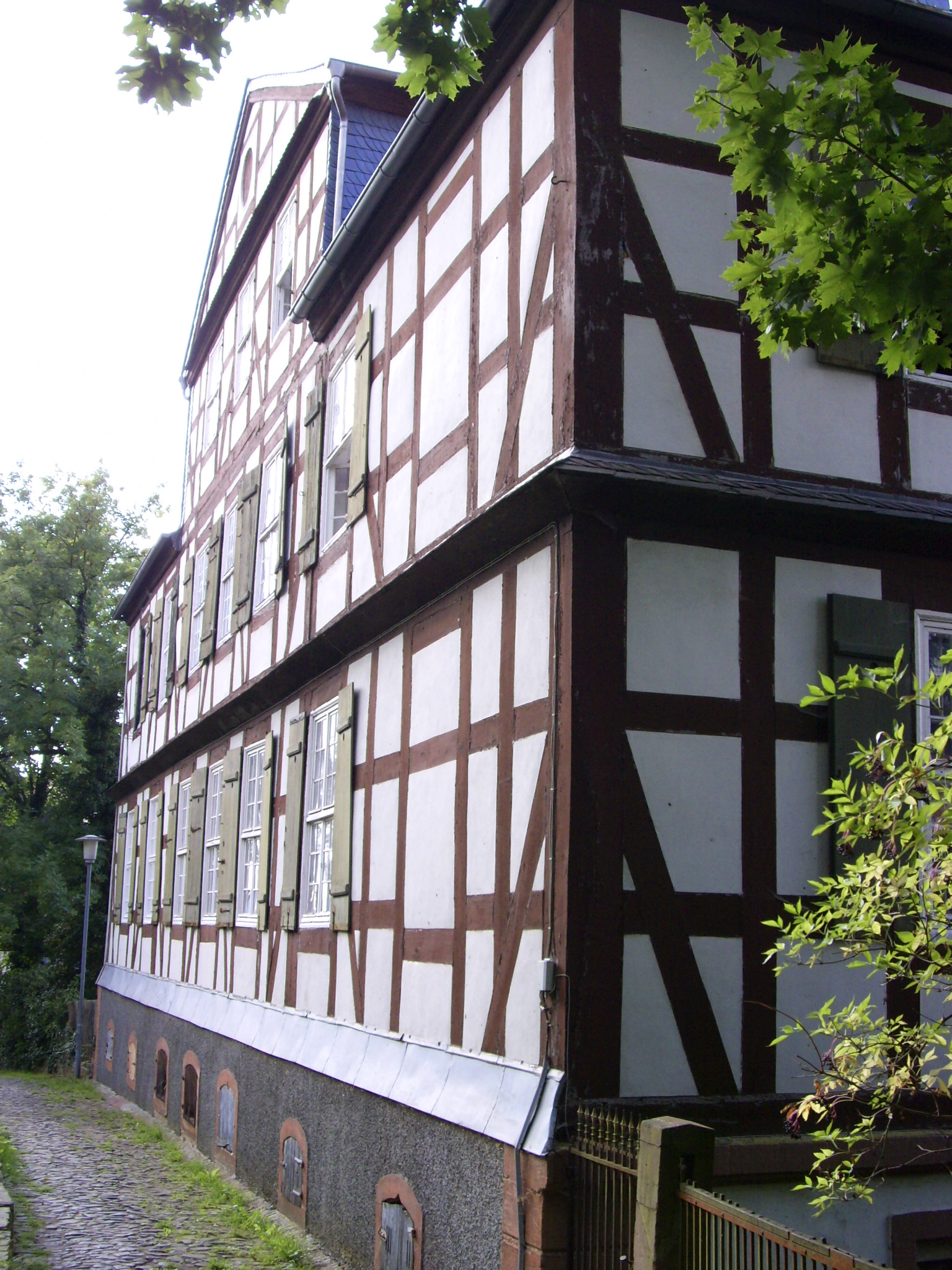
Schweinsberg-Unterhof